# Алискеров, Артур Имиржанович
Артур Имиржанович Алискеров (лезг. Алискеррин Имиржан хва Артур, 2 ноября 1989, Куйбышев) — российский спортсмен, боец смешанного стиля выступающий в тяжелой весовой категории.
Представляет спортивный клуб «Горец» (Дагестан)
По национальности — лезгин.

## Биография
Артур Алискеров родился 2 ноября 1989 года в городе Самара. До дебюта в профессиональном ММА выступал по вольной борьбе, кикбоксингу и комплексному единоборству, где выполнил норматив мастера спорта. Так же выступал по боевому самбо и панкратиону. Является чемпионом мира по любительскому MMA.
Дебютировал в профессиональном ММА в 2014 году на турнире в Магнитогорске против местного бойца Константина Андрейцева, которого победил по решению судей.
Выпускник юридического факультета института Юждаг.

## Спортивные результаты

### Панкратион
- Чемпионат России 2012 года —  (Одинцово, МО)[4]
- Чемпионат мира 2012 года —  (Лиссабон, Португалия)

### Любительское ММА
- Чемпионат мира 2014 —  (Каррара, Италия)

### Комплексное единоборство
- Чемпионат России (ФССП) 2017 —  (Химки, МО)[5]

### Смешанные единоборства
| Результат | Рекорд | Соперник             | Способ                 | Турнир (место проведения)                                                                | Дата проведения | Раунд | Время | Заметки |
| --------- | ------ | -------------------- | ---------------------- | ---------------------------------------------------------------------------------------- | --------------- | ----- | ----- | ------- |
| Поражение | 8—2    | Ахмад Гасанов        | TKO (удары руками)     | AMC — Fight Nights 103 (Сочи, Краснодарский край)                                        | 15.07.2021      | 2     | 4:13  |         |
| Победа    | 8—1    | Виталий Киселёв      | TKO (удары руками)     | Fight Nights Global: Steel Heart 11 (Магнитогорск, Челябинская область)                  | 22.01.2021      | 1     | 0:24  |         |
| Поражение | 7—1    | Армен Петросян       | TKO (удары руками)     | MMA Festival: 75th Anniversary of the Great Victory (Ростов-на-Дону, Ростовская область) | 29.08.2020      | 2     | 3:32  |         |
| Победа    | 7—0    | Александр Лягайло    | TKO (удары руками)     | Fight Nights Global 95 (Сочи, Краснодарский край)                                        | 19.10.2019      | 1     | 1:56  |         |
| Победа    | 6—0    | Дмитрий Минаков      | Решение (раздельное)   | Fight Nights Global 93 (Мытищи, Московская область)                                      | 25.04.2019      | 3     | 5:00  |         |
| Победа    | 5—0    | Сергей Погодаев      | Решение (единогласное) | Fight Nights Global 73 (Каспийск, Дагестан)                                              | 04.09.2017      | 3     | 5:00  |         |
| Победа    | 4—0    | Стефано Мессоре      | Решение (единогласное) | World MMA Open Championship 2015 (Кишинёв, Молдова)                                      | 21.11.2015      | 3     | 5:00  |         |
| Победа    | 3—0    | Борислав Пирван      | Удушение (гильотина)   | World MMA Open Championship 2015 (Кишинёв, Молдова)                                      | 21.11.2015      | 2     | 2:42  |         |
| Победа    | 2—0    | Николай Рачек        | ТКО (удары руками)     | WCSA Combat League — Combat Ring 13 (Магнитогорск, Челябинская область)                  | 10.04.2015      | 3     | 2:30  |         |
| Победа    | 1—0    | Константин Андрейцев | Решение (единогласное) | WCSA Combat League — Combat Ring 8 (Магнитогорск, Челябинская область)                   | 04.04.2014      | 5     | 3:00  |         |